# Golfo di Patrasso

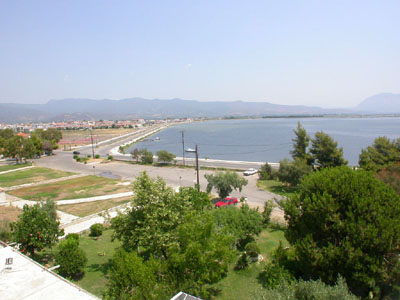
Panorama di Missolonghi Lagoon.

Il golfo di Patrasso (in greco Πατραϊκός Κόλπος?, Patraikos Kólpos) è un ramo del mar Ionio. Il golfo prende il nome dal centro più importante che si affaccia sulle sue acque, Patrasso; è lungo 40–50 km, largo 10–20 km e ha una superficie di 350–400 km².

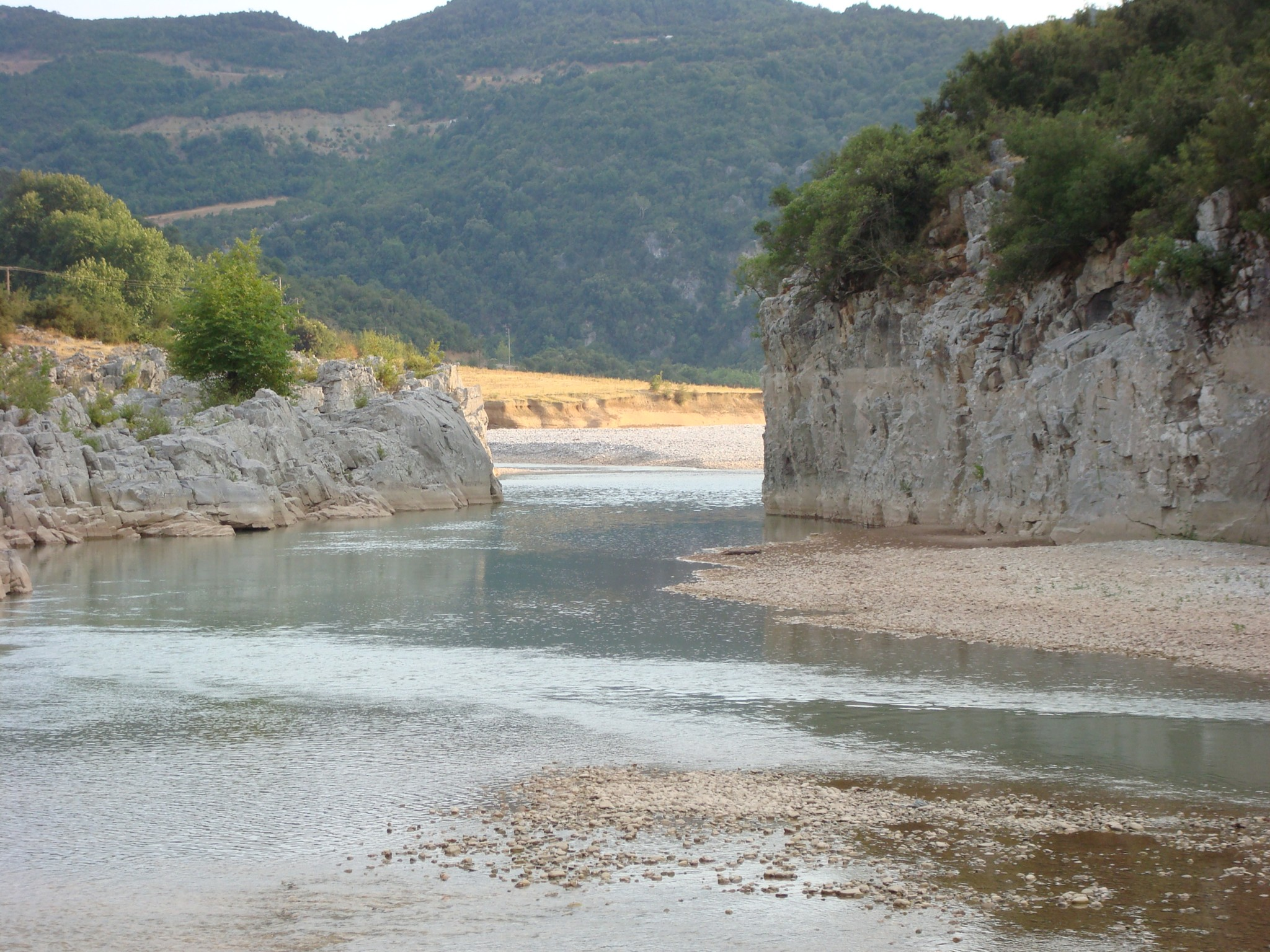
Il fiume Aspropotamo.

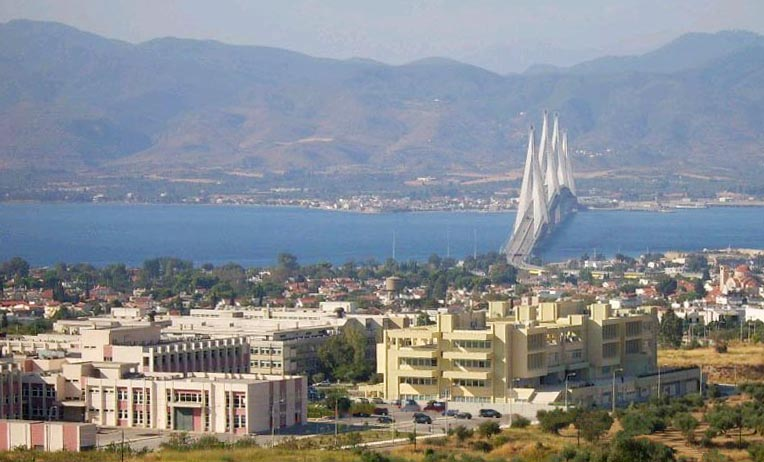
Patrasso con il ponte Rion Antirion.

Il porto di Patrasso si trova sulle coste sud-orientali della baia ed è l'unico porto importante affacciato sul golfo: da qui partono traghetti verso l'Italia (Ancona e Brindisi) e verso Cefalonia. Un altro centro abitato dotato di porto è Missolungi, sulle coste nord-occidentali della baia. Ci sono spiagge a sud, a est e a nord. Gli antichi porti di Rion e Antirion si trovano nella parte orientale del golfo.
La pesca, insieme al turismo, ricopre un ruolo importante nell'economia locale.

## Storia
Il golfo di Patrasso fu al centro, sin dall'antichità, di battaglie navali: nelle sue acque si combatté la battaglia di Rhium tra la flotta spartana e quella ateniese (che ne uscì vincitrice), mentre nel 1772, si combatté la battaglia di Patrasso tra la flotta russa e quella turca.
L'11 settembre 1940 la nave Vivi fu colpita da una mina e affondò a 30 metri di profondità.

## Geografia

### Collocazione
Il golfo divide la Grecia continentale dal Peloponneso. A est, la baia è chiusa dallo stretto di Rion, formato dai promontori di Rion e di Antirrio, nei pressi del Ponte Rion Antirion; a ovest è delimitata da una linea che parte dall'isola di Oxeia e che termina a capo Araxos.
Sulle coste settentrionali del golfo si affacciano l'Acarnania, l'Etolia e la Locride Ozolia, mentre su quelle meridionali sono situate l'Elide e l'Acaia.

### Idrografia
I seguenti fiumi sfociano nel golfo di Patrasso:
Costa settentrionale
- Aspropotamo (220 km)
- Evinos (92 km)

Costa meridionale
- Charadros (25 km)
- Glafkos
- Peiros

### Città
- Rion, est
- Patrasso, est
- Paralia, sud-est
- Roitika, sud-est
- Monodendri, sud-est
- Tsoukalaiika, sud-est
- Alissos, sud
- Alykes, sud
- Ioniki Akti, sud
- Mavry Myti, sud-ovest
- Cape Araxos, sud-ovest
- Missolonghi Lagoon, nord-ovest
- Missolonghi, nord
- Antirrio, nord-est